# Rita Segato
Rita Laura Segato (Buenos Aires, 14 de agosto de 1951) es una escritora, antropóloga y activista feminista argentina residente en Brasilia y Tilcara. Es especialmente conocida por sus investigaciones que se han orientado a las cuestiones de género en los pueblos originarios y comunidades latinoamericanas, a la violencia de género y a las relaciones entre género, racismo y colonialidad.
En su trabajo desarrolla la noción de que las relaciones de género son un campo de poder, y que es un error hablar de crímenes sexuales, ya que estos deben considerarse «crímenes del poder, de la dominación, de la punición».

## Trayectoria
Estudió primaria en la Escuela Escuela Normal en Lenguas Vivas Juan Ramón Fernández y la secundaria en el Colegio Nacional de Buenos Aires (1970). Egresó también del Conservatorio Municipal Manuel de Falla (1967) y de la Escuela Nacional de Danzas (1973). Cursó la licenciatura en Ciencias Antropológicas en la Universidad de Buenos Aires hasta su primer cierre en 1974. Se especializó en etnomusicología en el Instituto Interamericano de Etnomusicología y Folklore de Caracas con Isabel Aretz (1975), donde permaneció como investigadora del archivo de música latinoamericana hasta 1980.
En 1984 obtuvo su doctorado en antropología social en la Universidad Queen’s de Belfast, donde estudió antropología de la música con John Blacking y antropología social con Milan Stuchlick y Gerd Baumann. 
Fue profesora del Departamento de antropología de la Universidad de Brasilia entre 1985 y 2010. En 2011 migró a la docencia en los posgrados interdisciplinares de bioética y de derechos humanos de la misma universidad, además de actuar como profesora visitante en diversos programas de doctorado de América Latina.
En 1993, por un encargo del gobierno de la ciudad de Brasilia, se acercó al análisis de la violencia contra las mujeres, que terminaría convirtiéndose en su principal objeto de estudio hasta su jubilación.
Es investigadora del Consejo Nacional de Investigaciones de Brasil desde 1998.
Entre sus libros destacan Las estructuras elementales de la violencia (2003), La nación y sus otros (2007) y Las nuevas formas de la guerra y el cuerpo de las mujeres (2014).  
En 2006 realizó una investigación sobre los crímenes de Ciudad Juárez.
A partir del análisis de los feminicidios de Ciudad Juárez, Segato propone pensar la violencia contra las mujeres como un sistema de comunicación que muestra la fuerza y la impunidad de aquellos que desde el Estado y lo paraestatal reinan en la frontera.

Si el acto violento es entendido como mensaje y los crímenes se perciben orquestados en claro estilo responsorial, nos encontramos con una escena donde los actos de violencia se comportan como una lengua capaz de funcionar eficazmente para los entendidos, los avisados, los que hablan, aun cuando no participen directamente en la acción enunciativa. Es por eso que, cuando un sistema de comunicación con un alfabeto violento se instala, es muy difícil desinstalarlo, eliminarlo. La violencia constituida y cristalizada en forma de sistema de comunicación se transforma en un lenguaje estable y pasa a comportarse con el casi automatismo de cualquier idioma.

Rita Segato. Contratapa del libro La escritura en el cuerpo de las mujeres asesinadas en Ciudad Juárez.

En 2024 fue elegida como una de las diez pensadoras latinoamericanas por el periódico español La Vanguardia, junto a Valeria Campos, Diana Aurenque, Laura Quintana y Luciana Cadahia.

## Posición sobre la violencia de género
Considera que la violencia contra las mujeres tiene relación con una situación mundial que Segato caracteriza no ya con la desigualdad económica sino por el «poder de dueños», situación para la que creó el concepto de «dueñidad». Esta situación estaría definida por una enorme concentración de riqueza y por la tendencia,  partir de la presidencia de George W. Bush en Estados Unidos, a que los dueños de la riqueza tengan representantes directos en los altos cargos políticos. Estas demostraciones de poder, de acuerdo a Segato, irrumpirían en el inconsciente colectivo haciendo que hombres que no pertenecen al grupo dominante, pero obedecen a un mandato de masculinidad, lo tomen como un mandato de potencia y prueben su potencia mediante el cuerpo de las mujeres.
Para Segato esta relación resulta tan determinante que incluso niega que el deseo sexual tenga incidencia alguna en los delitos sexuales:

La violación está fundamentada no en un deseo sexual, no es la libido de los hombres descontrolada, necesitada, no es eso porque ni siquiera es un acto sexual, es un acto de poder, de dominación, es un acto político.
Rita Segato. Entrevista concedida a BBC Mundo.

Prefiere hablar de violencia de género que de violencia contra la mujer, explica, «prefiero llamarla así, el concepto de género fue un hallazgo para poder hablar de una estructura que organiza los cuerpos desde un teatro de sombras y es una categoría muy útil».
Considera que la violencia de género tiene un «efecto llamada», es «contagiosa» y puede ser transformada en espectáculo.
Sobre la creencia generalizada sobre si la reincidencia es ineludible en el caso del violador, considera que «es obligatorio pensar que todo ser humano puede cambiar. Es muy difícil a veces. Hay que dar las condiciones para que lo pueda hacer, condiciones que no están dadas en la actualidad».
Acuñó el término femigenocidio para describir los crímenes cometidos contra las mujeres en Ciudad Juárez, postulando que alcanzarían el grado de lesa humanidad como un genocidio. De ser aceptada esta propuesta, estos femicidios podrían pasar a considerarse imprescriptibles y podrían ser perseguidos por la Justicia de cualquier Estado, algo que aún no ha sucedido.

## Premios y reconocimientos
- Premio Latinoamericano y Caribeño de Ciencias Sociales CLACSO 50 Años (2017)[13]
- Doctora Honoris Causa otorgado por la Universidad Autónoma de Entre Ríos (2018)[14]
- Doctora Honoris Causa otorgado por la Universidad Nacional de Salta (2018)[15]
- Personalidad destacada de la Ciudad Autónoma de Buenos Aires en el ámbito de la cultura por la Legislatura de la Ciudad Autónoma de Buenos Aires. (2019).[16]
- Premio El Colegio de México. Daniel Cosío Villegas en Ciencias Sociales (2020)[17]
- Doctora Honoris Causa otorgado por la Universidad de El Salvador (2021)[18]
- Doctora Honoris Causa otorgado por la Universidad de Salamanca (2022)[19]
- Premio Konex de Platino en Ensayo Antropológico y Sociológico otorgado por la Fundación Konex (2024)[20]

## Libros
- Santos e Daimones. O politeísmo afrobrasileiro e a tradição arquetipal (1ª edición). Editora da Universidade de Brasilia. 1995. Reeditado en 2005
- Las Estructuras Elementales de la Violencia. Ensayos sobre género entre la antropología, el psicoanálisis y los Derechos Humanos (1ª edición). Prometeo - Universidad Nacional de Quilmes. 2003. ISBN 987-558-018-X. Colección: Derechos Humanos. Viejos problemas, nuevas miradas Dirigida por Baltasar Garzón.[21]
- La nación y sus otros: raza, etnicidad y diversidad religiosa en tiempos de políticas de la identidad (1ª edición). Prometeo Libros. 2007. ISBN 978-987-574-155-3.
- Los presos hablan sobre los derechos humanos en la cárcel (1ª edición). La Grieta, por Donde Asoma la Palabra. 2009. ISBN 978-987-25040-0-7. En coautoría con Rodolfo Brardinelli y Claudia Cesaroni
- La escritura en el cuerpo de las mujeres asesinadas en Ciudad Juárez (1ª edición). Tinta Limón. 2013. ISBN 978-987-27390-4-1.
- L’Oedipe Noir (París: Petite Bibliothèque Payot, editorial Payot et Rivages, 2014)
- Las nuevas formas de la guerra y el cuerpo de las mujeres (México, DF: Pez en el Árbol, 2014)
- Reinventar la izquierda en el siglo XXI (1ª edición). Universidad Nacional de General Sarmiento. 2014. ISBN 978-987-630-192-3. (Obra colectiva)
- Aníbal Quijano: textos de fundación (1ª edición). Del Signo. 2014. ISBN 978-987-3784-04-0. (En coautoría)
- Des/decolonizar la universidad (1ª edición). Del Signo. 2015. ISBN 978-987-3784-16-3. (En coautoría)
- Genealogías críticas de la colonialidad en América Latina, África, Oriente (1ª edición). CLACSO. 2016. ISBN 978-987-722-157-2. (Obra colectiva)
- Construir estrategias para erradicar la violencia de género (1ª edición). Al Margen. 2016. ISBN 978-987-618-224-9. (Obra colectiva)
- La crítica de la colonialidad en ocho ensayos (1ª edición). Prometeo Libros. 2016. ISBN 978-987-574-825-5.
- La guerra contra las mujeres (1ª edición). Tinta Limón - Traficantes de sueños. 2017. ISBN 978-987-3687-26-6.
- Mujeres intelectuales : feminismos y liberación en América Latina y el Caribe (1ª edición). Consejo Latinoamericano de Ciencias Sociales - CLACSO. 2017. ISBN 978-987-722-247-0. (Obra colectiva)
- Más allá del decenio de los pueblos afrodescendientes (1ª edición). Consejo Latinoamericano de Ciencias Sociales - CLACSO. 2017. ISBN 978-987-722-267-8. (Obra colectiva)
- Contrapedagogías de la crueldad (1ª edición). Prometeo Libros. 2018. ISBN 978-987-574-911-5.